# 梁沼冰
梁沼冰（1940年—），婚後又名黃梁沼冰，是一名游泳運動員，主攻蝶式、自由式、仰泳、蛙泳項目，祖籍廣東順德的香港人。她的祖父梁焯雲是南華會重要人物，多名兄弟姊妹也是游泳運動員。從小就進入南華會參加游泳訓練，游泳四種泳姿皆精通，特別以蝶式成績最為突出。後來被選為1958年亞洲運動會中華民國游泳代表，與馮凝姿、張宗慈、區婉玲以5分50秒7獲得女子4×100公尺混合式接力項目銀牌。1963年，她畢業於嘉諾撒聖方濟各書院中五年級。1967年，與同為南華體育會游泳運動員的黃勤輝結婚。退役後從事教育工作，並擔任香港游泳教師總會永遠名譽會監，後夫妻兩人移民加拿大。